# Andrzej Matysik
Andrzej Matysik (ur. 14 maja 1949 w Chorzowie) – polski inżynier górnik, dziennikarz i redaktor naczelny czasopisma Twój Blues. Miłośnik i propagator bluesa i jazzu. W latach 80. i 90. pomysłodawca i organizator cyklicznych imprez w Chorzowie: „Jazz w Kocyndrze”, „Andrzejki Bluesowe”, „Summer Blues”, „Ciut jazziku przy stoliku”. Wieloletni wykładowca historii jazzu i bluesa na Warsztatach Jazzowych Polskiego Stowarzyszenia Jazzowego w Puławach, a także na innych imprezach tego typu w Polsce.
Żonaty, ojciec dwóch córek. W 2020 roku ukazała się książka „Andrzej Matysik – Mój blues” będąca zapisem pełnej smakowitych anegdot rozmowy, którą z Andrzejem Matysikiem przeprowadził Jacek Kurek.

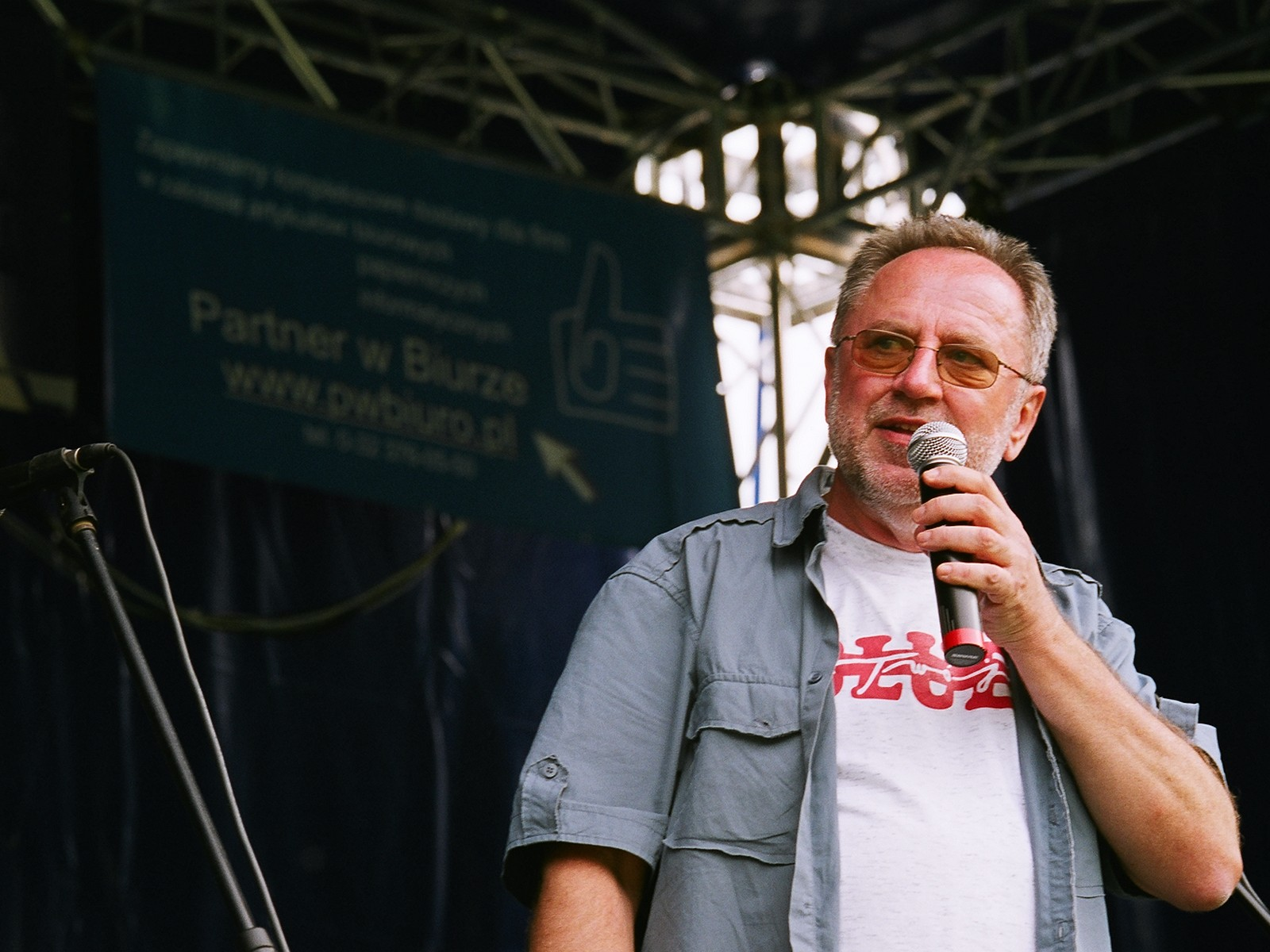
Andrzej Matysik na festiwalu Front Porch Blues czyli... Lauba Pełno Bluesa, Chorzów 2006 (fot. Krzysztof Szafraniec)

## Prasa
Pomysłodawca i redaktor naczelny ukazującego się od 2000 roku pisma Twój Blues, jedynego w Polsce magazynu poświęconego całkowicie muzyce bluesowej. Publikował i publikuje w licznych magazynach muzycznych w kraju i zagranicą, jak: Jazz, Notes Jazzowy, Bluesman, Jazz Forum, Big City Blues Magazine (USA), Blues Beat Magazine (USA), ABS Magazine (Francja), a także książce „Chicago Blues” (USA). Współpracując z katowicką Trybuną Śląską był autorem ponad stu cotygodniowych felietonów  „Jazz czyli Blues”. W pismach Student i Opcje przez kilka lat pełnił funkcje szefa działów muzycznych.

## Radio
Od 2002 roku w Radio eM 107,6 Katowice prowadzi swoje muzyczne audycje, przez kilka lat były to codzienne „Historie bluesem pisana”, później cotygodniowa „Godzina nie tylko bluesem pisana” a od roku 2014 cotygodniowa, 90-minutowa "Historie bluesem pisane". Audycje o tym samym tytule przez kilka lat prowadził na falach Polskiego Radia Chicago.
W latach 90. XX wieku przez ponad 10 lat prowadził w Radiu Katowice cotygodniowy program „Siła Bluesa”, a w latach 2005 – 2006 w Radiu Piekary autorski „Jazz czyli blues”.
Okazjonalnie współpracuje z Polskim Radiem Kraków, Jazz Radiem i Radiem Centrum w Kaliszu.

## Telewizja
Był pomysłodawcą i prezenterem 13 – odcinkowego cyklu „Gwiazdy z prywatnej kolekcji” w Telewizji Katowice, oraz ponad 50 odcinków cyklu „Podróże śladami bluesa”, realizowanych od 2000 roku dla Telewizji Proart w Ostrowie Wielkopolskim i sieci telewizji kablowych a w latach 2013–2014 dla TVS.

## Nagrody i wyróżnienia
Prowadzony przez niego Kwartalnik „Twój Blues” w lutym 2011 roku w Memphis (Tennessee, USA) uhonorowany został przez The Blues Foundation nagrodą „Keeping The Blues Alive” (zwaną "Bluesowym Oskarem") przyznaną w kategorii „Press – World”. Była to pierwsza tego typu nagroda przyznana komukolwiek z Polski. W tym samym roku Rada Miasta Chorzów nagrodziła go „Medalem za zasługi dla Chorzowa”. W 2012 roku Prezydent Miasta Suwałki uhonorował go pucharem „Za zasługi dla promocji bluesa”.  W tym samym roku w Alei Sław Polskiego Bluesa w Białymstoku odsłonięto tablicę z jego nazwiskiem. W 2012 uhonorowany został w Niemczech German Blues Award International a w roku 2016 European Blues Union z siedzibą w Brukseli obdarzyła go nagrodą "Blues Behind The Scenes". W 2020 roku uhonorowany dyplomem „Silesia Press”, w 2021 roku Nagrodą im. Jana Kyksa Skrzeka.